# Stöta slant

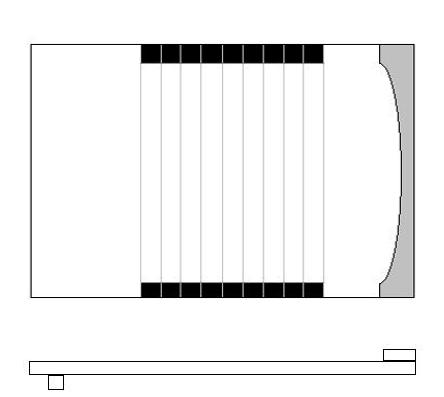
Skiss över stöta slant-brädet, sett uppifrån och från sidan.

Stöta slant, på engelska shove ha’penny eller shove halfpenny, är ett sällskapsspel som är avsett för två spelare och som utövas främst på pubar i Storbritannien. I spelet används ett bräde, vanligtvis gjort av trä, där nio vågräta fält är markerade. Spelarna turas om att med handen stöta iväg fem mynt, ett i taget, så att de hamnar inom spelfälten, utan att vidröra någon av skiljelinjerna. På brädets sarger finns utrymme för att med krita markera i vilka spelfält mynten placerats.
Vinnare är den som först lyckas med att få ihop sammanlagt tre markeringar i vart och ett av spelfälten. 
Ett besläktat spel i större format är det på fartygsdäck spelade shuffleboard.